# Operación militar especial

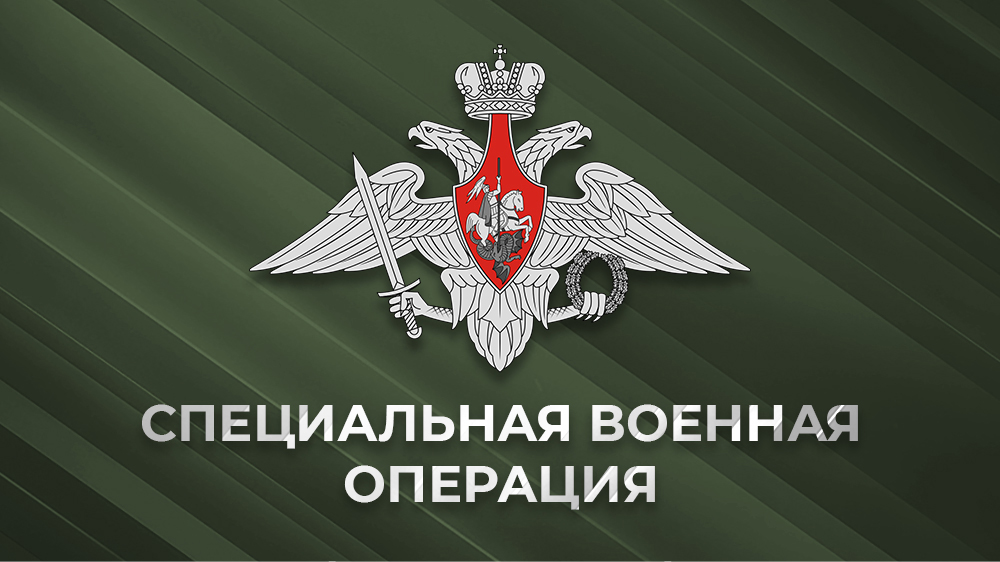
Un báner del Ministerio de Defensa de Rusia con la frase en ruso «operación militar especial».

«Operación militar especial» (en ruso: Специа́льная вое́нная опера́ция, romanizado: spetsiálnaya voiénnaya operátsiya, también «operación especial», y abreviada como «SMO» o «SVO» por sus siglas en ruso) es un término oficial utilizado por el gobierno ruso y fuentes prorrusas para denotar la invasión rusa de Ucrania.
La expresión aparece de forma destacada en el discurso público del presidente de Rusia, Vladímir Putin, titulado «Sobre la realización de una operación militar especial», que el líder ruso publicó el 24 de febrero de 2022.
El término «operación militar especial» también ha sido ampliamente utilizado en los medios de comunicación ucranianos, generalmente escrito entre comillas, que resaltan la naturaleza psicológicamente artificial de la expresión, y se aplica en el contexto de describir negativamente las acciones rusas.

## Antecedentes
Ni Rusia ni Ucrania han realizado una declaración de guerra oficial. El uso de eufemismos para describir actividades militares era común en la Unión Soviética y Rusia antes de la invasión de Ucrania; esto incluye:
- Hombrecitos verdes, soldados enmascarados de la Federación Rusa que aparecieron durante la guerra ruso-ucraniana en 2014 portando armas y equipo, pero vistiendo uniformes militares verdes sin marcas y llamados «gente educada» en los medios rusos.[6]
- Invasión soviética de Polonia (1939) como «campaña de liberación del Ejército Rojo» (en ruso: освободительный поход РККА, romanizado: osvobodítelny pojod RKKA, donde «RККА» representa la forma larga de Ejército Rojo, Ejército Rojo de Obreros y Campesinos),[7] y posteriormente «operaciones de combate durante la reunificación de la URSS, Ucrania occidental y Bielorrusia occidental» (en ruso: боевые действия при воссоединении СССР, Западной Украины и Западной Белоруссии).[8]
- Invasión de Checoslovaquia por el Pacto de Varsovia (1968) como «asistencia amistosa al pueblo hermano de Checoslovaquia» (en ruso: дружеская помощь братскому народу Чехословакии)[9] (no considerada oficialmente una operación militar por parte de Rusia a partir de 2018)[8][10]
- Guerra afgano-soviética (1979-1989); al principio se denominó oficialmente «introducción de un contingente limitado de tropas soviéticas en Afganistán» (en ruso: введение ограниченного контингента советских войск в Афганистан),[9] y luego se denominó «operaciones de combate en Afganistán» (en ruso: боевые действия в Афганистане).[8]
- La primera guerra chechena (1994-1996) como «operación para restaurar el orden constitucional en Chechenia» (en ruso: операция по восстановлению конституционного порядка в Чечне),[11] y luego como «conflicto armado en la República Chechena y en los territorios adyacentes de la Federación de Rusia, asignada a la zona de conflicto armado» (en ruso: вооруженный конфликт в Чеченской Республике и на прилегающих к ней территориях Российской Федерации, отнесенных к зоне вооруженного конфликта).[8]
- La segunda guerra chechena (1999-2009) se describió como parte de una «operación antiterrorista en el territorio de la región del Cáucaso Norte» (en ruso: контртеррористических операций на территории Северо-Кавказского региона).[8][11]
- La guerra ruso-georgiana (2008) como una «operación especial de imposición de la paz» para «garantizar la seguridad y protección de los ciudadanos de la Federación Rusa que viven en los territorios de la República de Osetia del Sur y la República de Abjasia».[8][9][11]

Según algunos observadores, como la periodista rusa Ksenia Turkova, el propósito de esta terminología es principalmente crear una percepción de que la guerra es más benigna de lo que realmente es, suavizando la redacción en los informes oficiales y en los medios de comunicación.

## Uso

### Aplicaciones en los medios rusos
En la propaganda rusa, el término «operación militar especial» es la denominación principal de la agresión contra Ucrania y se utiliza para sustituir la definición de «guerra», que las autoridades rusas y los medios estatales evitaron cuidadosamente. El 24 de febrero de 2022, 6 horas después del inicio de la invasión de las tropas rusas en Ucrania, el gobierno ruso reforzó la censura al exigir oficialmente a los medios que utilizaran únicamente materiales proporcionados por fuentes gubernamentales rusas. Posteriormente, bajo presión de las autoridades, muchas organizaciones abandonaron el país o fueron cerradas. Las autoridades rusas bloquearon el acceso a una serie de recursos de Internet que se negaban a cumplir los requisitos.
A principios de noviembre de 2022, la «regla» fue violada por primera vez por el presentador de televisión Vladímir Soloviov durante una transmisión de radio; más tarde, los acontecimientos en Ucrania fueron llamados públicamente «guerra» por Vladímir Putin, Serguéi Lavrov y Margarita Simonián. En general, las autoridades y los medios rusos han tratado de evitar el término «guerra» en el contexto de Ucrania, utilizándolo en su lugar en términos como «guerra del gas» o «guerra de la información». En marzo de 2024, el portavoz del Kremlin, Dmitri Peskov, dijo que la invasión era una «operación militar especial de iure» que, después de que países extranjeros comenzaron a entregar ayuda militar a Ucrania, se convirtió en una «guerra de facto» contra el «Occidente colectivo».

### Aplicaciones en otros medios
Ciertas agencias de noticias de distribución internacional, como Al Jazeera English (AJE), también han utilizado el término en casos con comillas y detalles sobre la conducta de la guerra. Por ejemplo, un informe de AJE de marzo de 2022 afirmó que la terminología de tener una «'operación militar especial' debería usarse para describir el asalto de Moscú a Ucrania» según funcionarios rusos porque «el Kremlin ha estado trabajando duro para promover su versión de los hechos ante la indignación generalizada y un movimiento contra la guerra en casa».
El 20 de septiembre de 2023, el representante permanente de Rusia ante las Naciones Unidas, Vasili Nebenzia, acusó al primer ministro de Albania, Edi Rama, que se desempeñaba como presidente del consejo, de convertir una reunión del consejo en «un espectáculo de un solo hombre» al permitir la comparecencia del presidente de Ucrania, Volodímir Zelenski, a lo que Rama respondió «esta no es una operación especial de la presidencia albanesa» y añadió: «Hay una solución para esto. Si están de acuerdo, detendrán la guerra y el presidente Zelenski no tomará la palabra».

### En discurso coloquial
La antropóloga social Aleksandra Arjípova señaló que a partir de septiembre de 2022, la abreviatura «SVO» se usaba más comúnmente en lugar de «operación especial». Según Arjípova, esto se debe a la longitud del término completo, que es inconveniente en el habla, y al ocultamiento de la esencia del término en la abreviatura.

## Significado e interpretación
Estrictamente hablando, una «operación especial» (como la definen organizaciones como la OTAN) es un término militar para una tarea que requiere unidades especialmente entrenadas para una operación no convencional. Sin embargo, el significado de la «operación militar especial» rusa en Ucrania es diferente. Esta ambigüedad se utilizó para ocultar y distorsionar el verdadero significado de lo que implicaría un «SVO», y ha sido descrita como un ejemplo de «doble discurso» y «doblepensar».
Konstantin Gorobets, profesor asociado de la Universidad de Groninga, argumentó que, a diferencia de «guerra», el término «operación militar especial» posicionó a Ucrania como una colonia de Rusia, le niega la igualdad como estado soberano y utiliza el «lenguaje de vigilancia». Gorobets dice que la implicación del término es imperialista, «porque supone que Rusia está usando la fuerza dentro de su propio dominio, del cual Ucrania [en su opinión] es sólo una parte».

## En la cultura popular
Debido a su naturaleza de eufemismo abierto, el término se ha convertido en un meme de internet que satiriza la propaganda rusa. A finales de 2022, el eufemismo ganó en la nominación «Expresión del año» del concurso «Palabra del año» de Rusia (con la palabra rusa para guerra (война) siendo el ganador absoluto).
El símbolo semioficial del término es la letra del alfabeto latino «Z».

### Eufemismos análogos de otros países
La práctica de utilizar eufemismos en conflictos violentos también se utiliza en otras naciones:
- Daitōa Seisen (en japonés: 大東亜聖戦, lit. 'Gran Guerra Santa de Asia Oriental') y «Esfera de Coprosperidad de la Gran Asia Oriental», dos eufemismos utilizados por el gobierno del Imperio del Japón durante la guerra del Pacífico y la guerra del Lejano Oriente.
  - Shina Jihen (en japonés: 支那事変, lit. 'Incidente de China'), eufemismo utilizado por el gobierno durante la segunda guerra sino-japonesa.
- Los turcos y sus partidarios se refieren a menudo a la invasión turca de Chipre con las palabras «operación de paz», «vacaciones» e «intervención» como eufemismos.
- En Estados Unidos, la invasión estadounidense de Afganistán recibió el nombre oficial de Operación Libertad Duradera (Operation Enduring Freedom). En la invasión de Irak de 2003, se usó el nombre Operación Libertad Iraquí (Operation Iraqi Freedom). Para el bombardeo de Libia, la OTAN usó la expresión Operación Protector Unificado (Operation Unified Protector).

### Temas relacionados
- Brecha de credibilidad: término utilizado para describir la deshonestidad del gobierno estadounidense en la guerra de Vietnam.
- Desinformación: un proceso de influencia de los medios
- La guerre sans nom – «la guerra sin nombre»; como se llamaba la guerra de Independencia de Argelia en Francia mientras ocurría.
- Misión civilizadora
- Técnicas de interrogatorio mejoradas

## Lectura adicional
- Adisti, Stefani Ernes; Charima, Yunia Aqlia; Cahyono, Setyo Prasiyanto (18 de diciembre de 2022). «Language and Framing In Russia-Ukraine Conflict News». The Proceedings of English Language Teaching, Literature, and Translation (ELTLT) 11 (1): 9-19. ISSN 2580-1937.
- Eldin, Ahmad Abdel Tawwab Sharaf (October 2023). «A linguistic Study of the Media War between Russia and Ukraine». Nile Valley Journal for Humanitarian, Social and Educational Studies and Research 40 (40): 51-80. doi:10.21608/jwadi.2023.320760. Archivado desde el original el 18 de octubre de 2023.

- Datos: Q115134884
- Multimedia: Special Military Operation in Ukraine / Q115134884